# Renfe série 301
Le Renfe série 301  est un locotracteur espagnol des années 1960.

## Historique
Reprenant les études des deux locotracteurs livrés au MZA en 1935 et dont le développement avait été bloqué par la guerre civile, la MTM met au point un petit locotracteur de 130 chevaux au début des années 1950. Celui-ci, étudié en collaboration avec l'ENASA est destiné aux manœuvres dans les gares, dépôts, installations industrielles ou minières.
Un prototype dit Memé est construit et officiellement présenté à la Renfe à l'occasion du centenaire de la MTM en 1955. La Renfe accepte de l'essayer, et en 1956, il parcourt un total de 6153 kilomètres sur le réseau national. Cette période d'essais prouve la solidité du matériel, qui pourrait éventuellement remplacer de nombreuses locomotives à vapeur antédiluviennes encore utilisées aux manœuvres. La Renfe estime à l'époque le nombre de locotracteurs nécessaires à 100. Après avoir acheté le prototype en 1960, la Renfe passe une première commande pour 20 unités le 29 juin 1961, complétée par un second lot de 25 unités le 7 novembre 1961.
Les commandes s'arrêteront là, la Renfe préférant commander des engins plus puissants de la série 10300.

## Conception
Les moteurs sont fournis par l'ENASA et la construction des deux lots répartis entre trois usines. À l'époque, le prix de chaque locotracteur s'élève à 2 711 000 pesetas. À l'exception de la MTM, les constructeurs connaitront de grandes difficultés dans l'approvisionnement des pièces, et il faudra proroger les délais de livraison.
- 10101 puis 301-001-4 : MTM no 13/1955
- 10102 à 10113 puis 301-002-2 à 301-013-9 : Euskalduna no 1 à 12/1963
- 10114 à 10126 puis 301-014-7 à 301-026-1 : MACOSA no 168 à 180/1962
- 10127 à 10136 puis 301-027-9 à 301-036-0 : MTM no 16 à 25/1961
- 10137 à 10146 puis 301-037-8 à 301-046-9 : MTM no 36 à 45/1962

La MTM construit également quelques unités pour des entreprises privées entre 1962 et 1971 : une unité pour ses propres besoins, une pour SEAT, une pour Electromécanicas de Cordoba, une pour FECSA, deux pour Potasas de Navarra, et cinq (en voie métrique et gabarit réduit) à Altos Hornos de Viscaya. Euskalduna construit également un locotracteur de ce type pour son usine de Villaverde Bajo.
La décoration prévue par le cahier des charges pour le second lot est la même que celle du prototype, à savoir caisse entièrement jaune et extrémités rouges. Cette livrée va être modifiée en cours de fabrication, et changée pour le vert olive unifié des autres séries. À la fin des années 1960, une bande jaune viendra s'y ajouter

## Service
À l'origine, les locotracteurs Memé, vite surnommés Pegasines par le personnel, sont affectés aux grands dépôts et ateliers du réseau : Madrid, Barcelona, Séville, Orense, Oviede et Valence. Ils sont ensuite répartis entre les différents établissements sous leur dépendance. On les retrouve alors à Madrid-Fuencarral, Madrid-Atocha, Madrid-Cerro Negro, Alcazar de San Juan, Oviede, Orense, Salamanca, Séville-Santa Justa, Valence-Fuente de San Luis, Barcelona-Casa Antunez, Saragosse-Delicias, Miranda del Ebro, Irun et Santander. Ils assurent les manœuvres internes dans les dépôts, et plus rarement remorquent de petits convois d'un poids inférieur à 100 tonnes sur de courtes distances. La nouvelle immatriculation UIC leur est appliquée à partir de 1971.
La restructuration de la Renfe, au début des années 1980, marque le début de leur déclin. Les deux premières unités radiées en 1986, les 10116 et 10140, sont vendues à la Transfesa qui va les utiliser sur les triages d'Hendaye et de Cerbère. Les radiations massives commencent en 1987 et concernent un tiers de la série. Quelques machines restent dans les dépôts à titre d'outillage, à l'image des LOCMA de la SNCF et disparaissent des effectifs alors qu'elles sont toujours en service. C'est le cas des 10106 et 10108 de Madrid-Atocha (le 10109 étant conservé pour pièces détachées) ou du 10145 d'Orense, seul capable de manœuvrer les Camellos dans l'enceinte du dépôt. Quelques-uns sont vendus à des entreprises privées, comme le 10103, acheté par Cementos Tudela-Veguin en 1991. Un autre semble avoir été acheté par ENASA. Le prototype 10101 est préservé par l'association ASVAFER de Valladolid depuis 1997.

## Source
- Galan Eruste, Manuel : Los pequeños memé o pegasines. In Maquetren. no  88, 06/2000

### Note
1. ↑  Pour LOCotracteurs de MAnœuvre, engins de desserte des ateliers